# Nika (Insel)
Nika (indonesisch Pulau Nika) ist eine der indonesischen Barat-Daya-Inseln in der Bandasee.

## Geographie

Inseln Nila und Nika und ihre Lage in der Inselgruppe

Nika ist der größeren Insel Nila 770 Meter nördlich vorgelagert und von Korallenriffen umgeben. Administrativ gehören die Inseln zum Distrikt (Kecamatan) Teun Nila Serua (Regierungsbezirk Maluku Tengah, Provinz Maluku).